# Гучэн (Хэншуй)
Гучэ́н (кит. упр. 故城, пиньинь Gùchéng, буквально: «древний город») — уезд городского округа Хэншуй провинции Хэбэй (КНР). Уезд был назван по посёлку Гучэн.

## История
Уезд был создан при империи Юань в 1286 году.
В 1949 году был образован Специальный район Хэншуй (衡水专区), и уезд Гучэн вошёл в его состав. В 1952 году специальный район Хэншуй был расформирован, и уезд Гучэн вошёл в состав Специального района Цансянь (沧县专区). В 1958 году уезд Гучэн был присоединён к уезду Уцяо.
В 1961 году уезд Гучэн был воссоздан. В 1962 году Специальный район Хэншуй был создан вновь, и уезд Гучэн опять вошёл в его состав. В 1964 году граница между провинциями Хэбэй и Шаньдун была утверждена по реке Вэйюньхэ, в результате чего прошёл обмен территориями между уездом Гучэн провинции Хэбэй и уездом Учэн провинции Шаньдун. В 1970 году Специальный район Хэншуй был переименован в Округ Хэншуй (衡水地区).
В мае 1996 года решением Госсовета КНР округ Хэншуй был преобразован в городской округ Хэншуй.

## Административное деление
Уезд Гучэн делится на 9 посёлков и 4 волости.